# Róża Żabczyńska
Róża Żabczyńska – tytułowa bohaterka powieści Marii Kuncewiczowej Cudzoziemka oraz ekranizacji tego utworu, postać fikcyjna.

## Charakterystyka
Róża jest córką polskiego emigranta i Sophie, wychowała się w Rosji, w wieku lat 16 przyjechała do Polski i tam mieszkała u ciotki Luizy, która posyłała ją na lekcję gry na skrzypcach. Tam poznała Michała Bądskiego, syna jej nauczyciela. Bez pamięci się w sobie zakochali. Jednak miłość ta okazała się nieszczęśliwa, gdyż Michał wyjechał do pracy w Petersburgu, zostawiając Różę. Uważana była za kobietę niewątpliwie piękną, jednak „zimnej urody”. Powodem tego była nieszczęśliwa miłość do Michała. W poszukiwaniu stałego związku wdawała się w liczne romanse. Ostatecznie wyszła za mąż za Adama, którego wcale nie kochała. Mieli trójkę dzieci: Władysława (ukochany syn Róży), Kazia (umarł, będąc dzieckiem) i Martę. Żoną Adama była przez 40 lat, a w tym czasie uprzykrzała mu życie licznymi awanturami, utrzymując go przy tym w przekonaniu, że wcale go nie kocha. Bezlitosna była także dla swojej córki, której w czasach nastoletnich zabraniała spotkań z chłopcami. Zamiast tego kazała jej ćwiczyć śpiew, do którego Marta miała talent.
Róża Żabczyńska to osoba wrażliwa i muzykalna, nie spełniła się jednak jako śpiewaczka. Nadzieje pokładała w córce, która mogłaby spełnić ambicje matki. Z drugiej strony Róża była despotyczną, egocentryczną megalomanką, nieliczącą się z uczuciami drugich i bezlitośnie ich dominującą. Taka przewaga nad innymi sprawiała jej niekłamaną satysfakcję.
W czasie trwania powieści, kiedy jest bliska śmierci, z czego zdaje sobie sprawę, zaczyna analizować swoje życie i popełnione błędy (rekonstrukcja przeszłości). Zaczyna zdawać sobie sprawę, jak bardzo stała się obca przez odrzucanie innych ludzi, gardzenie nimi i pomiatanie – stąd określenie bohaterki „cudzoziemka” i tytuł powieści. Zdaje się, że rozumie, dlaczego nigdy nie była w stanie zagrać koncertu D-dur Brahmsa, o czym mówi w następujący sposób: „Wiesz przecież, co to dla mnie za tragedia była zawsze: koncert Brahmsa? Że nie mogłam ja jego wygrać? Z powodu braku techniki – twierdziłam. (…) Teraz dopiero pojęłam, jaki brak był tu najważniejszy. Żebym tej okropnej pustki w sercu nie nosiła, znalazłaby się i do zdobycia techniki… energia! (…)”.
Dopiero w dniu śmierci, gdy ma sześćdziesiąt lat, zaczyna doceniać świat, życie oraz bliźnich i po raz pierwszy odczuwa prawdziwą, nieobłudną miłość. Umiera w obecności swoich bliskich: Adama, Władzia i Marty.

## Róża Żabczyńska w filmie
W filmie zrealizowanym w 1986 r. na podstawie powieści Kuncewiczowej (reż. Ryszard Ber) główną rolę zagrała Ewa Wiśniewska.